# حرب القديس سابا
كانت حرب القديس سابا (1256-1270) صراعًا بين جمهوريتي جنوة والبندقية البحريتين على البحر المتوسط والسيطرة على عكا في مملكة بيت المقدس (الأولى بالتحالف مع فيليب مونفورت وجون من أرسوف والأوسبتارية) والثانية (بالتحالف مع كونت يافا وفرسان الهيكل). وانتهت الحرب بانتصار جمهورية البندقية.